# Samira Zargari
Samira Zargari (* 4. April 1983) ist eine ehemalige iranische Alpin- und Grasskiläuferin. Sie nahm im Jahr 2005 an der Grasski-Weltmeisterschaft teil, erreichte drei Top-5-Platzierungen im Grasski-Weltcup und wurde im Alpinen Skisport 2007 Iranische Meisterin im Slalom. Stand 2021 ist sie Ski-Nationaltrainerin des Iran.

## Karriere
Zargari bestritt ihre ersten internationalen Grasskirennen im August 2005 im tschechischen Branná. Bei diesen FIS-Rennen wurde sie Elfte im Super-G, den Slalom und den Riesenslalom konnte sie jedoch nicht beenden. Vier Wochen später nahm sie an der Weltmeisterschaft 2005 im iranischen Dizin teil, wo ihr einziges Resultat der zwölfte Platz im Super-G war. Im Riesenslalom schied sie im ersten Durchgang aus und im Slalom wurde sie nach einem Torfehler disqualifiziert, weshalb sie auch in der Kombination nicht in die Wertung kam. Nachdem sie in der Saison 2006 an keinen Wettbewerben teilgenommen hatte, startete Zargari im Juli 2007 in Dizin erstmals bei Weltcuprennen. In Abwesenheit der meisten Spitzenläuferinnen erreichte sie im Super-G und im Riesenslalom jeweils den vierten Platz, womit sie in der Gesamtwertung der Saison 2007 auf Rang zwölf kam. In der Saison 2008 nahm sie wieder nur an den Weltcuprennen in ihrer Heimat teil und wurde Fünfte im Riesenslalom und Sechste im Super-G. Im Gesamtklassement belegte sie damit punktegleich mit ihrer Landsfrau Mitra Kalhor den 14. Rang. In der Saison 2009 nahm sie neben den Rennen in Dizin, wo sie diesmal nur Zehnte und zugleich Letzte im Super-G wurde und im Riesenslalom ausfiel, auch am Weltcup-Riesenslalom im österreichischen Maria Gugging teil, in dem sie jedoch nicht ins Ziel kam. Im Gesamtklassement belegte sie zusammen mit der Lettin Rūta Irbe Tropa den 20. und letzten Platz. Nach 2009 nahm sie an keinen Grasskirennen mehr teil.
Im Alpinen Skisport nimmt Zargari seit 2006 an FIS-Rennen, vorwiegend im Iran und in der Türkei, teil. Sie konnte bisher fünf FIS-Slaloms gewinnen und wurde im April 2007 Iranische Meisterin im Slalom.
Im Jahr 2021 war sie fünf Jahre verheiratet und lebt in Scheidung, was der Grund dafür sein dürfte, dass ihr Mann, legalisiert durch iranisches Gesetz, ihr verbot als Nationaltrainerin zu den Alpinen Skiweltmeisterschaften auszureisen.

## Erfolge

### Grasski-Weltmeisterschaften
- Dizin 2005: 12. Super-G

### Grasski-Weltcup
- Drei Platzierungen unter den besten fünf

### Iranische Meisterschaften (Ski Alpin)
- Zargari wurde 2007 Iranische Meisterin im Slalom